# مايكل شير
مايكل شير (بالإنجليزية: Michael Schär)‏ (و. 1986  م) هو راكب دراجة هوائية سويسري، شارك في طواف إسبانيا، وسباق طواف فرنسا 2012، وسباق طواف فرنسا 2011، وسباق طواف فرنسا 2017، وسباق طواف فرنسا 2013، والألعاب الأولمبية الصيفية 2012، وسباق طواف فرنسا 2014، وطواف فرنسا، وطواف فرنسا 2018.

## سباقات أو مراحل فاز بها
| التاريخ        | السباق                                                        | المركز                      |
| -------------- | ------------------------------------------------------------- | --------------------------- |
| 29 مارس 2008   | إي ثري هاريل بيك 2008                                         | المرتبة 11 في التصنيف العام |
| 27 فبراير 2010 | طواف نيوشبلاد 2010                                            | المرتبة 18 في التصنيف العام |
| 14 أغسطس 2011  | طواف إينكو 2011                                               | التاسع في تصنيف أفضل شاب    |
| 22 مارس 2013   | إي ثري هاريل بيك 2013                                         | المرتبة 16 في التصنيف العام |
| 23 يونيو 2013  | 2013 Switzerland National Road Cycling Championships - Men RR | الفائز في التصنيف العام     |
| 04 سبتمبر 2016 | طواف ديف يغد 2016                                             | المركز الثاني               |
| 16 أكتوبر 2016 | سباق الطريق في بطولة العالم 2016                              | المرتبة 36 في التصنيف العام |
| 01 يوليو 2018  | 2018 Switzerland National Road Cycling Championships - Men RR | المركز الثالث               |
| 24 أغسطس 2018  | Great War Remembrance Race 2018                               | التاسع في التصنيف العام     |
| 23 فبراير 2020 | فولتا الغارف 2020                                             | العاشر في تصنيف الجبال      |
| 16 أغسطس 2020  | سباق دوفين للدراجات 2020                                      | الثامن في تصنيف الجبال      |

## روابط خارجية
- مايكل شير على موقع الاتحاد الدولي للدراجات (الإنجليزية)
- مايكل شير على موقع أرشيف الدراجات (الإنجليزية)
- مايكل شير على موقع إحصائيات الدراجات الإحترافية (الإنجليزية)
- مايكل شير على موقع نسبة الدراجات (الإنجليزية)
- مايكل شير على موقع CycleBase (الإنجليزية)
- مايكل شير على موقع اللجنة الأولمبية الدولية (الإنجليزية)
- مايكل شير على موقع أوليمبيديا (الإنجليزية)